# Penaeidae
Famille
Penaeidae est une famille de crustacés décapodes dont les représentants ressemblent à des crevettes. De nombreuses espèces de cette famille sont exploitées commercialement. 
La famille des Penaeidae a été créée par Constantine Samuel Rafinesque en 1815.

## Liste des genres
Selon Catalogue of Life (11 novembre 2017) :
- genre Albertoppelia †
- genre Ambilobeia †
- genre Antrimpos †
- genre Artemesia
- genre Atypopenaeus
- genre Bombur †
- genre Farfantepenaeus
- genre Fenneropenaeus
- genre Funchalia
- genre Heteropenaeus
- genre Litopenaeus
- genre Macropetasma
- genre Marsupenaeus
- genre Megokris
- genre Melicertus
- genre Metapenaeopsis
- genre Metapenaeus
- genre Miyadiella
- genre Parapenaeopsis
- genre Parapenaeus
- genre Pelagopenaeus
- genre Penaeopsis
- genre Penaeus
- genre Protrachypene
- genre Rimapenaeus
- genre Tanypenaeus
- genre Trachypenaeopsis
- genre Trachypenaeus
- genre Trachysalambria
- genre Xiphopenaeus

Selon World Register of Marine Species (31 décembre 2014) :
- genre Alcockpenaeopsis Sakai & Shinomiya, 2011
- genre Arafurapenaeopsis Sakai & Shinomiya, 2011
- genre Artemesia Spence Bate, 1888
- genre Atypopenaeus Alcock, 1905
- genre Batepenaeopsis Sakai & Shinomiya, 2011
- genre Funchalia Johnson, 1868
- genre Ganjampenaeopsis Sakai & Shinomiya, 2011
- genre Heteropenaeus de Man, 1896
- genre Holthuispenaeopsis Sakai & Shinomiya, 2011
- genre Kishinouyepenaeopsis Sakai & Shinomiya, 2011
- genre Macropetasma Stebbing, 1914b
- genre Megokris Pérez Farfante & Kensley, 1997
- genre Metapenaeopsis Bouvier, 1905b
- genre Metapenaeus Wood-Mason in Wood-Mason & Alcock, 1891a
- genre Metapeneus
- genre Mierspenaeopsis Sakai & Shinomiya, 2011
- genre Parapenaeopsis Alcock, 1901
- genre Parapenaeus Smith, 1885b
- genre Pelagopenaeus Pérez Farfante & Kensley, 1997
- genre Penaeopsis Spence Bate, 1881
- genre Penaeus Fabricius, 1798
- genre Peneopsis
- genre Peneus
- genre Protrachypene Burkenroad, 1934a
- genre Rimapenaeus Pérez Farfante & Kensley, 1997
- genre Sycionia
- genre Tanypenaeus Pérez Farfante, 1972
- genre Trachypenaeopsis Burkenroad, 1934a
- genre Trachypenaeus Alcock, 1901
- genre Trachypeneus
- genre Trachysalambria Burkenroad, 1934a
- genre Xiphopenaeus Smith, 1869

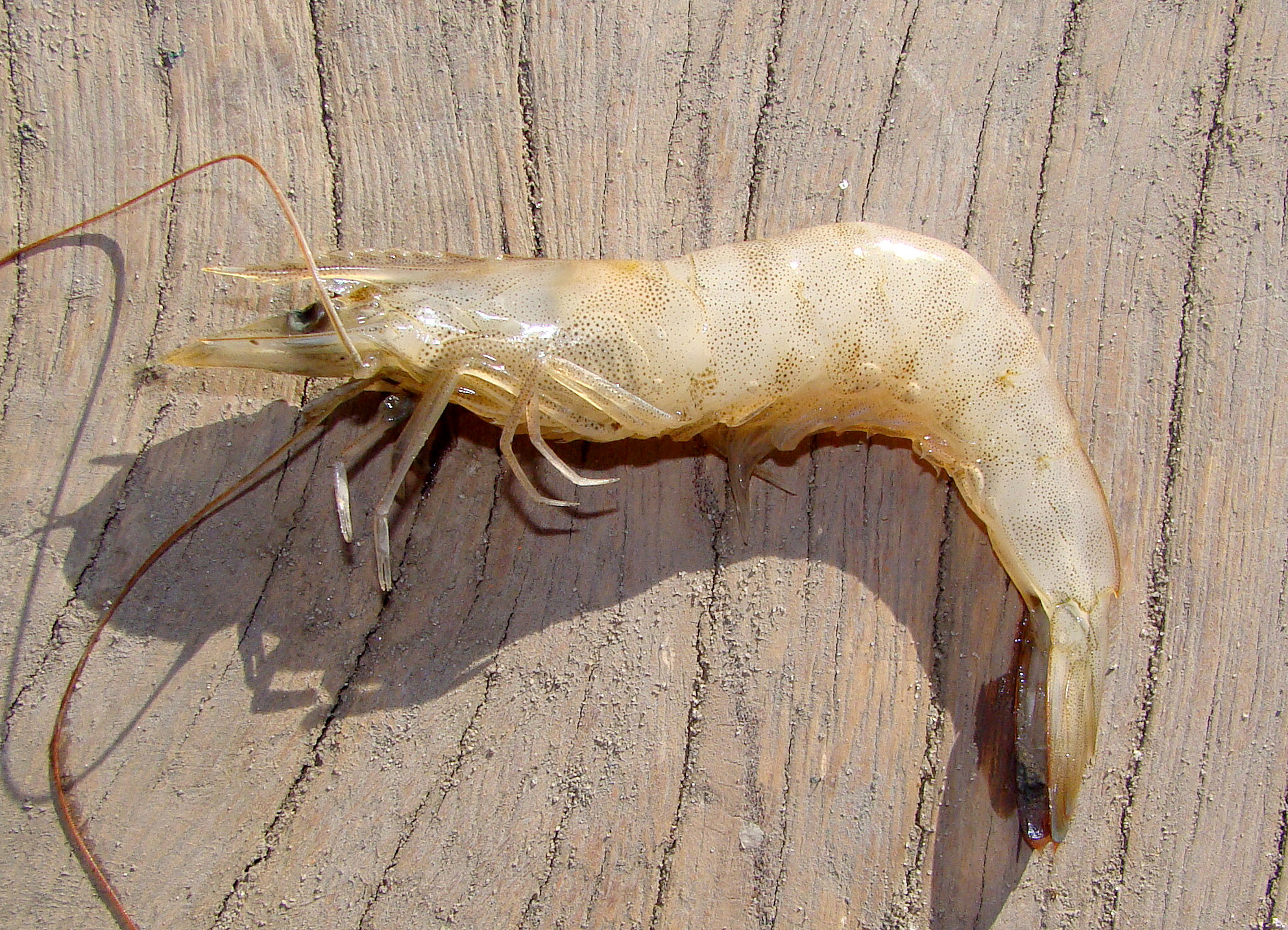
Farfantepenaeus paulensis
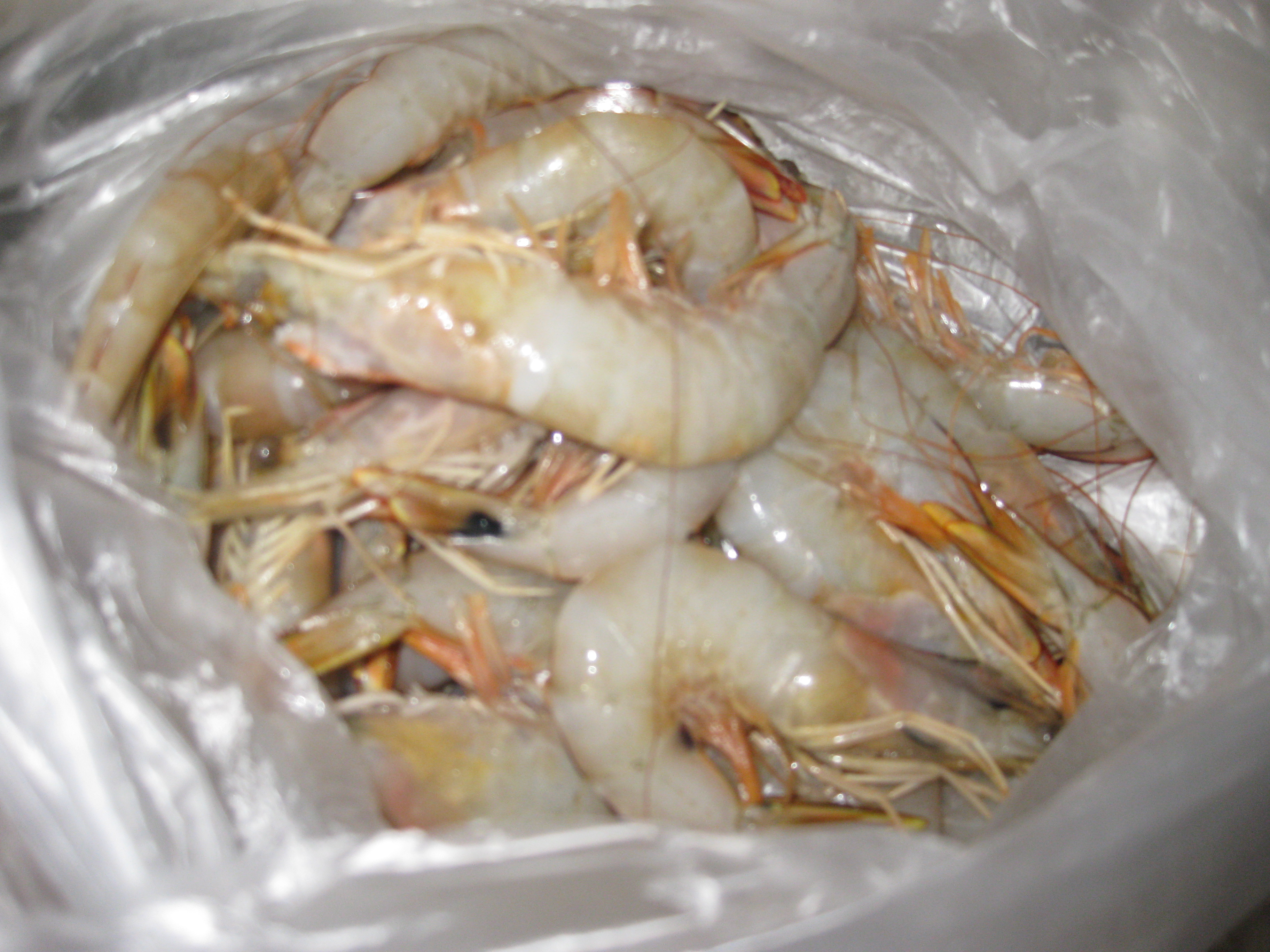
Fenneropenaeus merguiensis
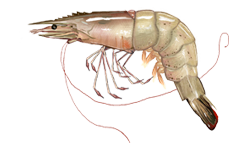
Litopenaeus setiferus
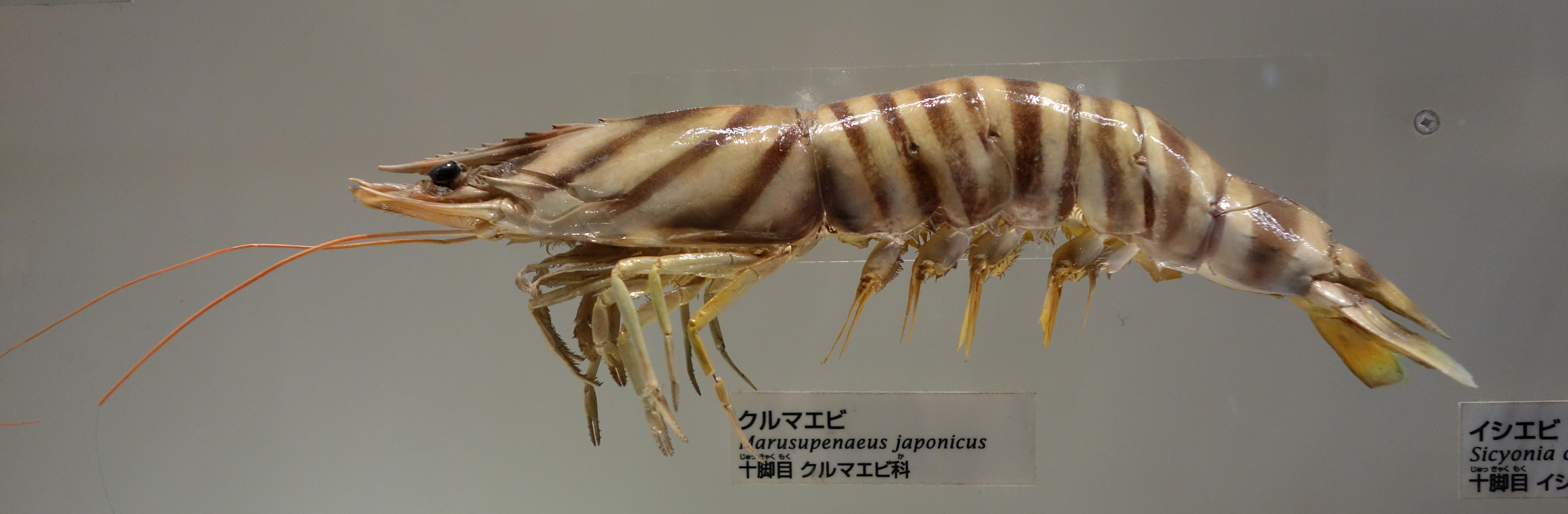
Marsupenaeus japonicus
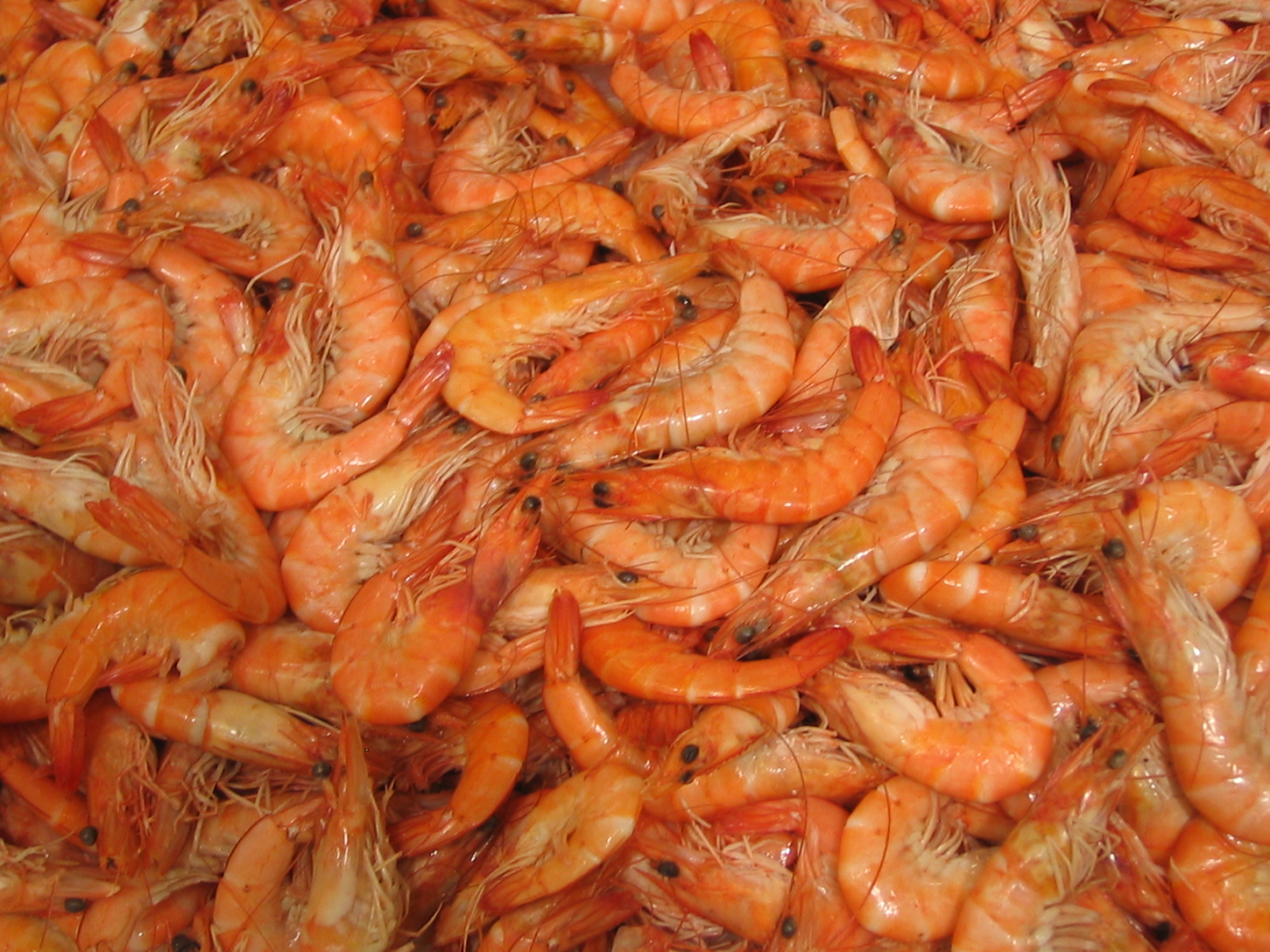
Penaeus kerathurus
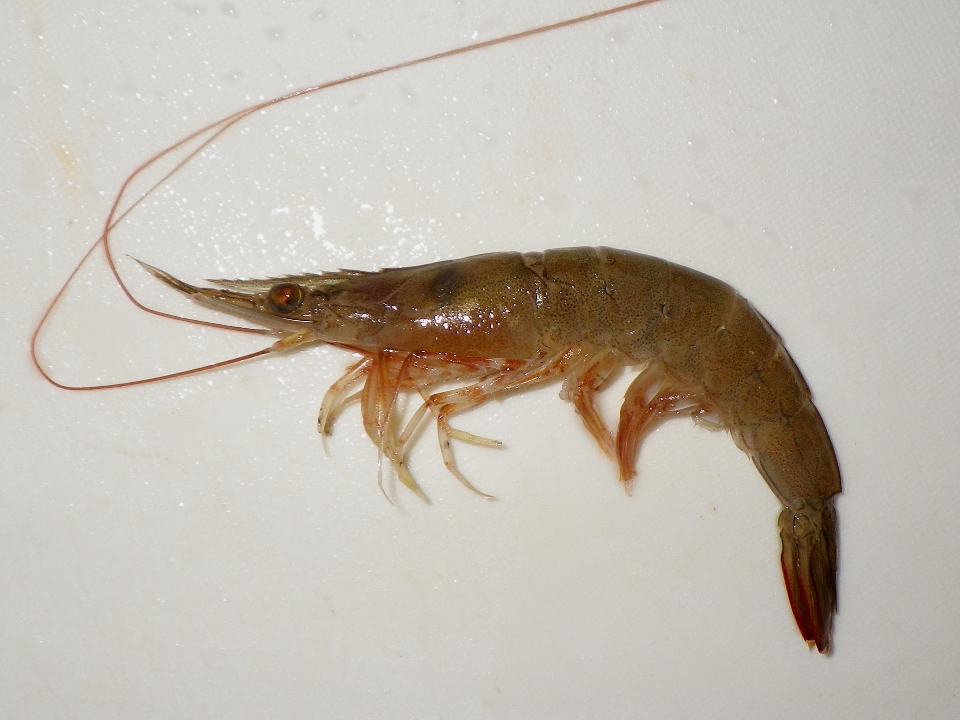
Metapenaeus ensis
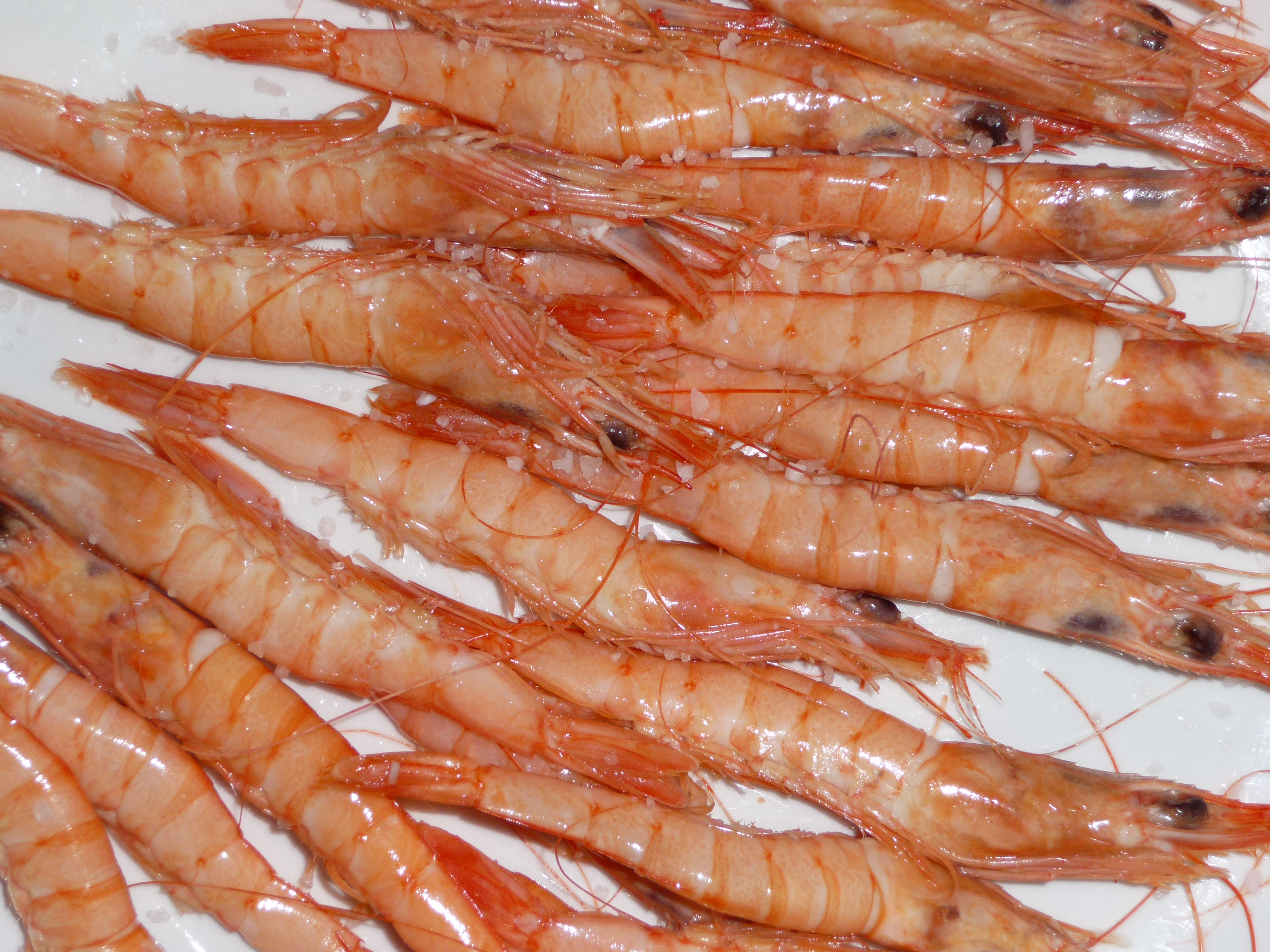
Parapenaeus longirostris
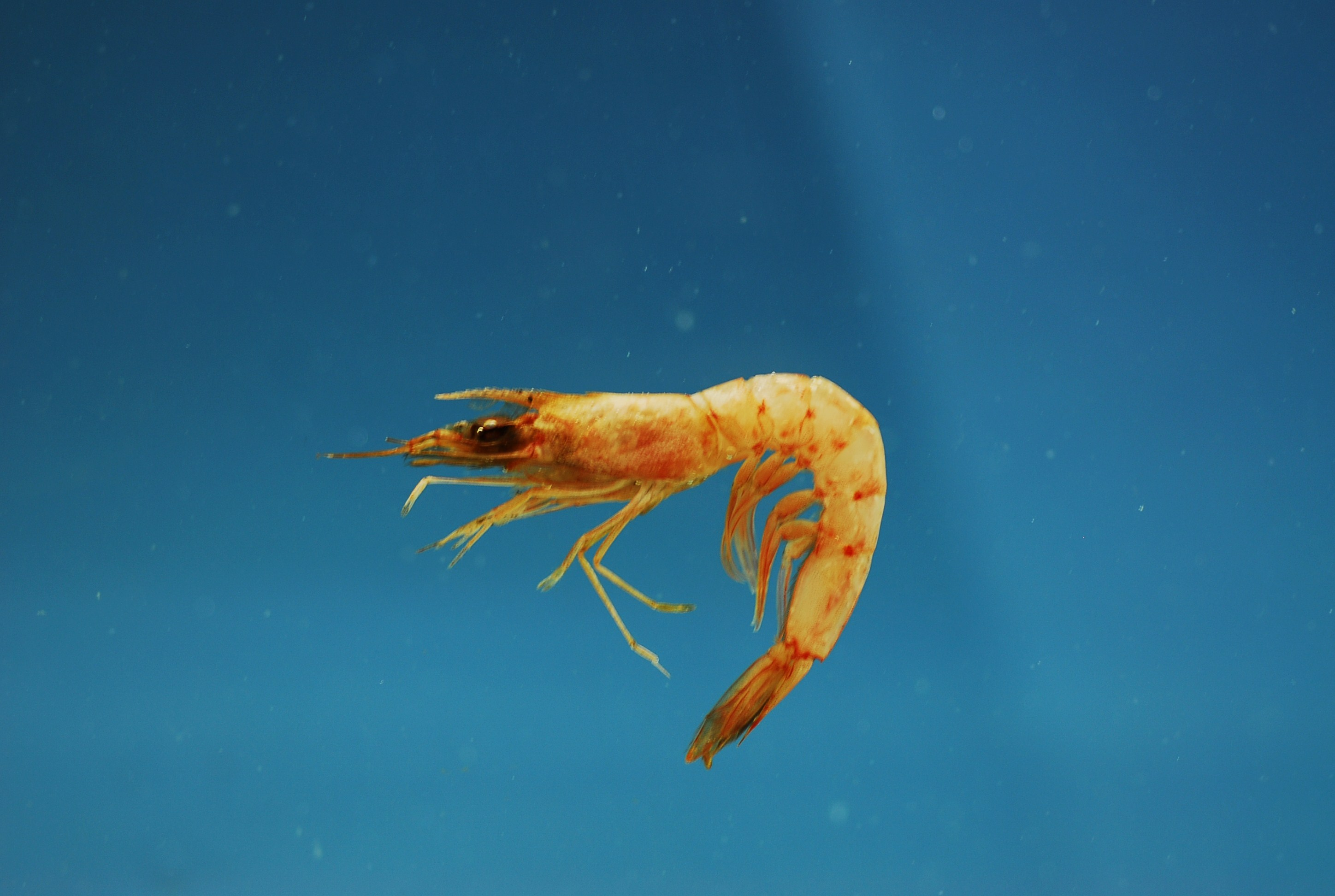
Penaeopsis serrata
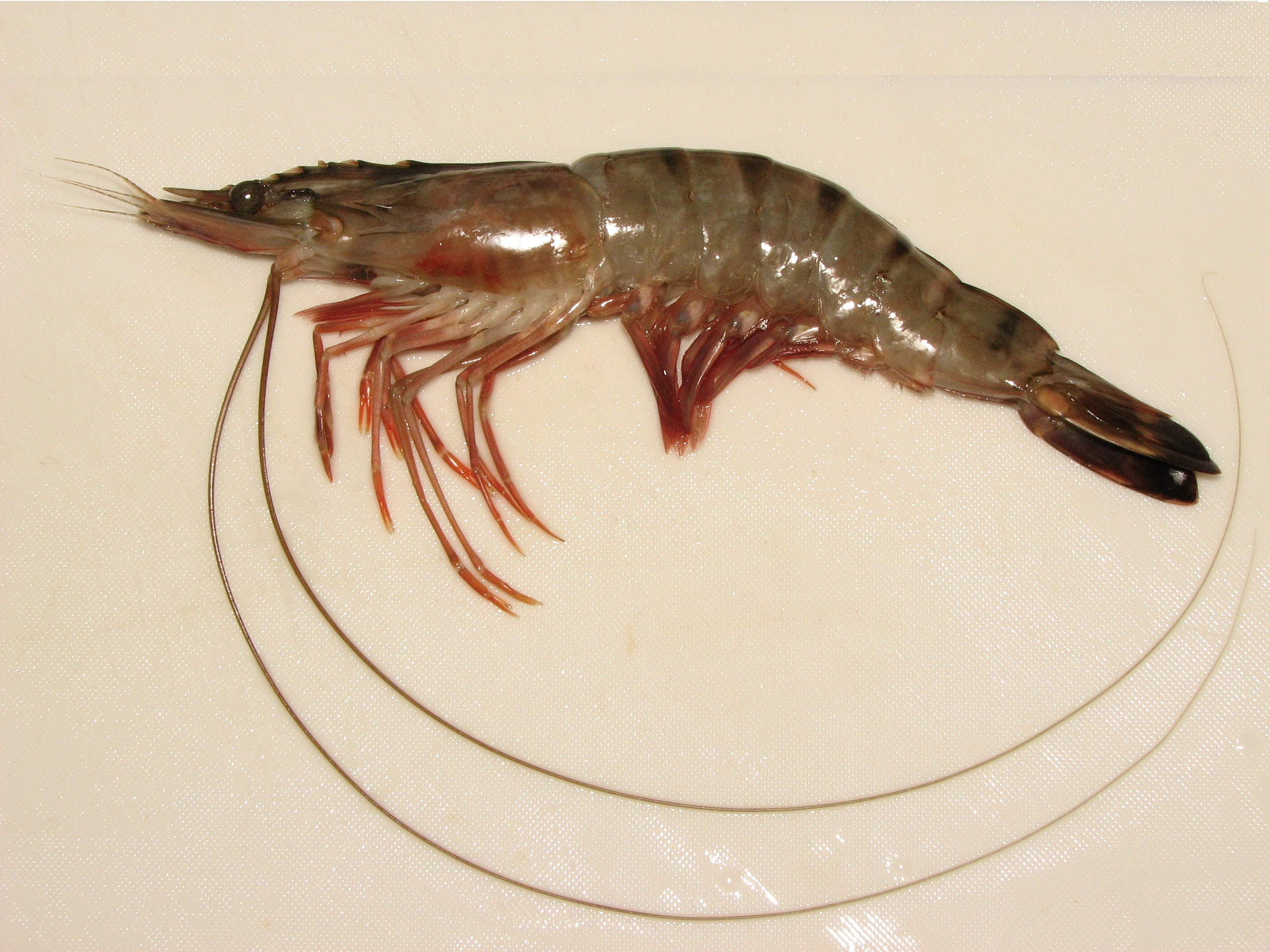
Penaeus monodon